# Nueva Reforma, Quintana Roo
Nueva Reforma är en ort i Mexiko.   Den ligger i kommunen José María Morelos och delstaten Quintana Roo, i den östra delen av landet, 1 100 km öster om huvudstaden Mexico City. Nueva Reforma ligger 25 meter över havet och antalet invånare är 321.
Terrängen runt Nueva Reforma är mycket platt. Runt Nueva Reforma är det mycket glesbefolkat, med 5 invånare per kvadratkilometer. Närmaste större samhälle är José María Morelos, 16,5 km öster om Nueva Reforma. I omgivningarna runt Nueva Reforma växer i huvudsak städsegrön lövskog.